# Kelli Ali
Kelli Ali (* 30. Juni 1974 in Birmingham, England), vormals bekannt als Kelli Dayton, ist eine englische Sängerin und Gitarristin.

## Karriere
Ali, damals noch Dayton, wurde durch ihr Mitwirken als Leadsängerin in der britischen Trip-Hop-Gruppe Sneaker Pimps bekannt. Nachdem sie sich besonders durch die Singleauskopplung 6 Underground des Albums Becoming X einen Namen machte, entschieden sich die Sneaker Pimps 1998, ihre Laufbahn ohne Dayton fortzuführen. So startete sie ihre Solokarriere. Vor den Sneaker Pimps war Dayton bei der Hip-Hop-Band Psycho Drama, wonach sie einige Jahre später The Lumieres als Songwriterin, Sängerin und Leadgitarristin beitrat. The Lumieres veröffentlichten unter anderem die Single Cinder hearts.
Unter dem Namen Kelli Ali, den sie wählte, um ihren Vater, Michael Ali, zu ehren, startete sie 2003 ihre Solokarriere mit dem Album Tigermouth. Mit diesem bewegte sie sich aus der Trip-Hop-Musik in die Dreampop-Ebene. Aus ihm sind unter anderem die Hits Sunlight in the Rain und Kids, in welchem The-Doors-Schlagzeuger John Densmore mitwirkte, hervorgegangen.
2003 ging Ali mit Garbage auf Tour. Ihr nächstes Album Psychic Cat veröffentlichte sie 2004. Dieses ging musikalisch eher wieder auf ihre Rock-’n’-Roll-Wurzeln zurück. Bei den Aufnahmen unterstützte sie unter anderem der ehemalige Autor Tony O’Neill am Keyboard.
Im April 2006 reiste Ali nach Japan, um Lieder mit Hoshino Hidehiko von der Band Buck-Tick und Cube Juice von Dropz zu schreiben und aufzunehmen. Im selben Jahr nahm der Produzent Paul Oakenfold das Lied Faster Kill Pussycat mit Schauspielerin Brittany Murphy auf. Am 24. November 2008 veröffentlichte sie ihr drittes Soloalbum Rocking Horse. Es enthält mehr sphärische und akustische Anteile. Dieses Album wurde in der ersten Hälfte des Jahres 2008 von Max Richter (Fat Cat Records) in Glasgow und Edinburgh produziert.
2012 arbeitete Kelli Ali an ihrem neuen Album Band of Angels, dessen Finanzierung sie erstmals über einen Crowdfundingaufruf startete.

## Diskografie

### Alben
- 2003: Tigermouth (One Little Indian Records)
- 2004: Psychic Cat (One Little Indian Records)
- 2008: Rocking Horse (One Little Indian Records)
- 2009: Butterfly (unabhängig veröffentlicht[4]; akustische Überarbeitung des Albums Rocking Horse)

### Singles
- 2003: Inferno High Love
- 2003: Teardrop Hittin’ The Ground
- 2003: Kids
- 2004: Speakers/Voyeur
- 2004: Hot Lips
- 2008: What to Do/One Day at a Time
- 2009: The Savages/Rocking Horse (Acoustic Version)/Willow’s Song

### Kollaborationen (Auswahl)
- Long Hard Road out of Hell (mit Marilyn Manson)
- Almost Diamonds (mit Marc Almond)
- Faster Kill Pussycat (von Paul Oakenfold und Brittany Murphy)
- Up in Flames (mit Satoshi Tomiie)
- Love in Traffic (mit Satoshi Tomiie)
- Play With Bootsy (mit Bootsy Collins)
- My<Dsmbr (Remix von „My December“; mit Linkin Park)
- Still (mit Double Six)
- Payback Time (mit The Dysfunctional Psychedelic Waltons)